# ВИС Идоли (албум)
ВИС Идоли је први и једини ЕП југословенског новоталасног бенда Идоли. Омот ЕП-а је Црвени акт, рад Амедеа Модиљанија.

## Историја
Еуфорија коју су Идоли направили синглом Маљчики / Ретко те виђам са девојкама резултирала је великим очекивањем на следећем издању. Бенд је ушао у студио априла 1981. Фотографије са снимања објављене су у новинама и часописима. Бенд је снимио шест песама, укључујући две обраде. Цео материјал је објављен на 12-инчном истоименом ЕП-у.
Бенд је обрадио хит Чак Берија у стилу Елвиса Костелоа, али са текстом на српско-хрватском под насловом “Хајде!” и "Девојко мала" за које је текст преузет из песничке књиге Небојше Крстића "О, има начин". "Хајде!" појавио се на саундтреку филма Дечко који обећава.
Дизајн и продукцију плоче урадио је Иван Станчић Пико, а омот је изабран да буде "Црвени акт" Амедеа Модиљанија. Гостовали су чланови Филма Малден Јуричић (такође познат као Макс Вилсон) који је гостовао свирајући усну хармонику и Јуриј Новоселић (познат и као Кузма Видеосекс) који је свирао оргуље.
ВИС Идоли је такође објављен као ЕП са дуплом касетом са ЕП Филмовим Уживо у Кулушићу под називом Заједно. Ремастеризована верзија је објављена на бокс сету бенда из 2007. са две бонус песме.

## Промотивни видео снимци и наступи уживо
За "Девојко мала" снимљен је промотивни спот јер су ТВ станице већ емитовале спотове за "Малена" и "Зашто су данас девојке љуте", који је своју ТВ премијеру имао у новогодишњој ноћи 1980. године у оквиру емисије Рокенролер. У истој емисији премијерно је приказан и спот за "Маљчики". За "Зашто су данас девојке љуте" снимљен је нови спот након што је објављен ЕП.
ЕП је представљен публици на турнеји са Филмом. Већина наступа је одржана у приморским одмаралиштима. До краја турнеје Кокан Поповић је постао нови бубњар бенда.
"Док добује киша (у ритму там-тама)" и "Малена" појавиле су се на уживо албуму Владе Дивљана из 1996. Одбрана и заштита.

## Списак песама
| №  | Назив                              | Трајање |  |
| 1. | Док добује киша (у ритму там-тама) | 3:30    |  |
| 2. | Зашто су данас девојке љуте        | 2:40    |  |
| 3. | Девојко мала                       | 2:02    |  |
| 4. | Име Да Да                          | 3:25    |  |
| 5. | Малена                             | 6:16    |  |
| 6. | Хајде!                             | 1:50    |  |

## Постава
- Влада Дивљан (гитара, вокал)
- Небојша Крстић (удараљке, вокал)
- Срђан Шапер (удараљке, вокал)
- Божа Јовановић (бубњеви)
- Зденко Колар (бас)